# Herbert Anaya
Herbert Ernesto Anaya Sanabria (San Salvador; 1954; San Salvador; 26 de octubre de 1987) fue presidente de la organización no gubernamental Comisión de Derechos Humanos de El Salvador (CDHES).  Murió asesinado cerca de su casa el 26 de octubre de 1987. Anaya fue el cuarto titular de CDHES asesinado o desaparecido en El Salvador durante la década de 1980, sin que ninguno de los casos se resolviera satisfactoriamente. El hijo de Anaya fue tiroteado y herido a principios de 1993 cuando hombres armados intentaron detener el automóvil de la viuda de Anaya, Mirna Perla de Anaya.

## Biografía
Anaya se unió a la organización estudiantil Asociación General de Estudiantes Universitarios Salvadoreños (AGEUS) en la década de 1970, cuando era estudiante. Más tarde fue uno de los cofundadores de la organización de derechos humanos CDHES, que fue fundada en 1978. También trabajó para un comité de familiares de personas que fueron asesinadas o desaparecidas sin dejar rastro. En 1983 tomó la responsabilidad de dirigir la CDHES.
El 26 de mayo de 1986 Anaya fue secuestrado junto con Reynaldo Blanco, el más tarde presidente de la CDHES, por miembros de la policía secreta, interrogado y torturado durante nueve meses en el penal La Esperanza, en el distrito de Las Marionas. Durante este tiempo en prisión, Anaya elaboró un informe de derechos humanos, que incluía testimonios de 430 de los 432 reclusos que estaban allí, describiendo los métodos de tortura a los que fueron sometidos. El informe de 160 páginas y un video que documentaba evidencia de la tortura al respecto fueron sacados de la prisión a través de contrabando y enviados al Grupo de trabajo interreligioso del condado de Marin. El 2 de febrero de 1987, Anaya fue liberado en un canje de prisioneros.
Herbert Anaya fue acusado en su momento por el gobierno estadounidense y las fuerzas gubernamentales FAES de ser uno de los líderes guerrilleros del FMLN, que combatía al gobierno. Se afirmó que la CDHES es el brazo propagandístico de los rebeldes. Sin embargo tampoco presentaron la prueba al respecto.
Tras su liberación, Anaya se pronunció sobre las violaciones de los derechos humanos y afirmó que los escuadrones de la muerte, que operaban en El Salvador, estaban comandados directamente por los militares. Sus afirmaciones fueron posteriormente corroboradas por organizaciones de derechos humanos.

## Atentado
El 26 de octubre de 1987 a las 6:30 de la mañana, Anaya fue asesinado en un estacionamiento cercano a su casa en la Colonia Zacamil de San Salvador. Según la declaración de los testigos, tres hombres estuvieron involucrados en el asesinato. Posteriormente, las pruebas balísticas demostraron que se realizaron seis disparos con la misma arma. A causa de la muerte de Anaya hubo en los siguientes días manifestaciones en San Salvador, así como reacciones en el exterior. Como protesta, su cuerpo fue colocado frente a la Embajada de los Estados Unidos y luego llevado al Alto Mando del Ejército.

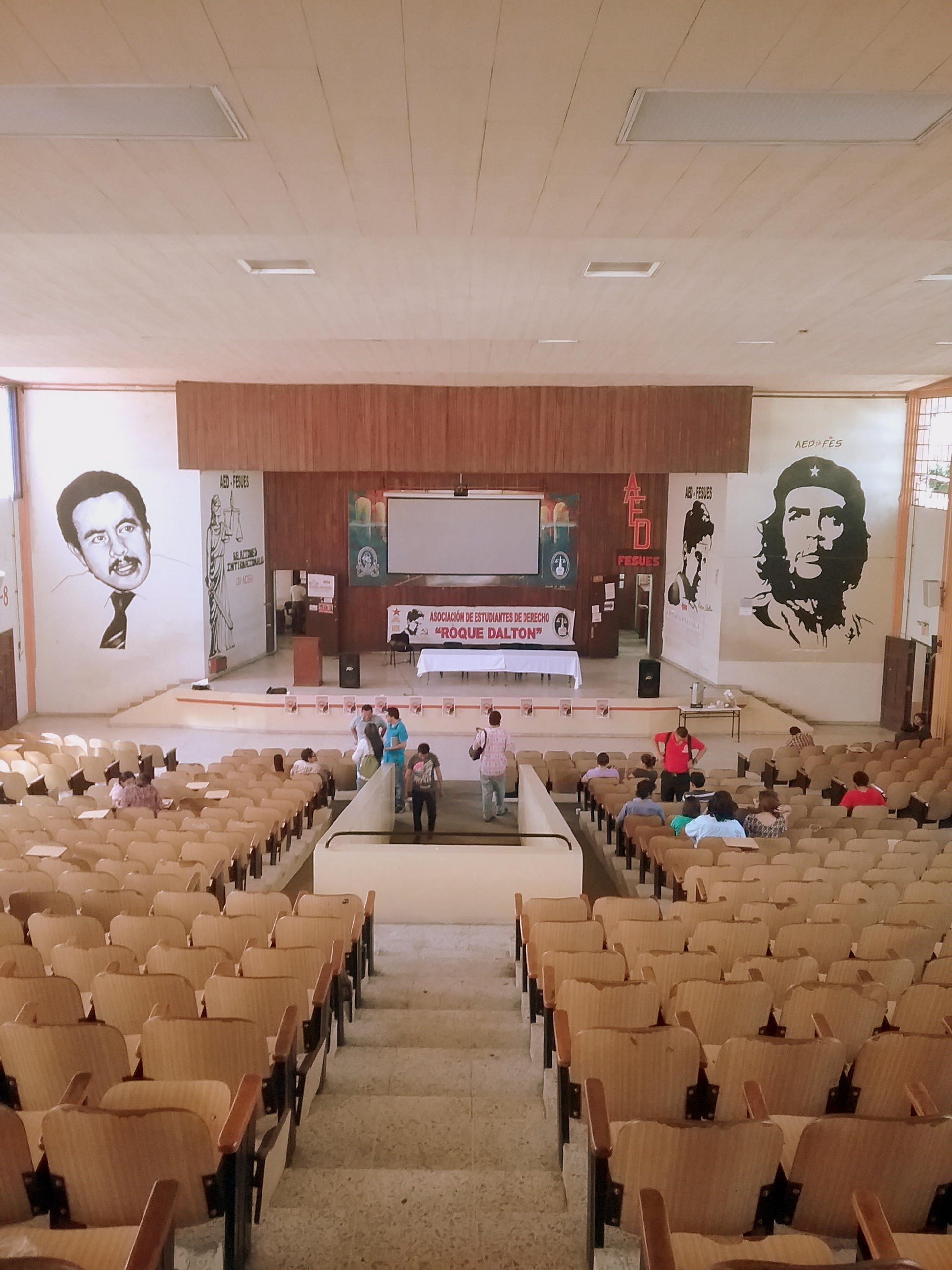
Auditorio Herbert Anaya Sanabria, Facultad de Jurisprudencia y Ciencias Sociales (UES). 26 de octubre de 1987. El defensor de derechos humanos Herbert Anaya Sanabria, es asesinado cerca de su casa en Colonia Zacamil, Mejicanos. Era presidente de la organización no gubernamental Comisión de Derechos Humanos de El Salvador (CDHES).

Grupos de derechos humanos nacionales e internacionales al igual que organizaciones civiles expresaron sus condolencias. En un comunicado público, la organización sindical Unión Nacional de los Trabajadores Salvadoreños (UNTS) culpó al gobierno de José Napoleón Duarte, a la Embajada de Estados Unidos y al Estado Mayor de las FAES de la muerte de Herbert Anaya. El gobierno de la República Federal de Alemania, el SPD y el gobierno francés pidieron a Duarte que aclarara las circunstancias del crimen. El secretario general de la ONU, Javier Pérez de Cuéllar, Human Rights Watch, Amnistía Internacional y otros grupos de derechos humanos protestaron por el asesinato de Anaya.
No se encontraron a los asesinos. En protesta por el intento de asesinato de Anaya, el FMLN y el Frente Democrático Revolucionario (FDR) decidieron interrumpir el 29 de octubre de 1987 las negociaciones con el gobierno de Duarte. El mismo día, Reni Roldán renunció como miembro de la Comisión de Reconciliación Nacional alegando que el asesinato de Anaya y la desaparición del líder sindical Salvador Ubau y casos similares no fueron hechos aislados.

## Investigaciones
Según el informe de la Comisión Internacional de la Verdad, creada como parte del acuerdo de paz de El Salvador, no se puede decir con certeza si los escuadrones de la muerte, el ejército salvadoreño o el FMLN fueron los responsables de la muerte de Anaya. 
Circulaban rumores de que el Ejército Revolucionario del Pueblo (ERP) había organizado el ataque a Herbert Anaya. Anaya sí era miembro del ERP, pero a diferencia de otros líderes él prefirió una solución pacífica al conflicto. Dos meses después, la policía detuvo al miembro del ERP Jorge Alberto Miranda Arévalo. Arévalo inicialmente testificó que estuvo involucrado en el asesinato como perro guardián, testimonio del que luego se retractó alegando que estaba sujeto a presión psicológica y privación del sueño. Aunque no pudo ser identificado por testigos presenciales, Arévalo fue declarado culpable en 1991 y condenado a un máximo de 30 años de prisión. La Comisión Internacional de la Verdad criticó la violación de los derechos fundamentales de Arévalo y su trato por parte de la policía. 
Las acusaciones contra el ERP fueron negadas tanto por la viuda de Anaya como por la CDHES.  En cambio, los colegas de Anaya denunciaron una serie de amenazas directas e indirectas por parte del gobierno de El Salvador durante 1987. Además, el padre de Anaya fue detenido por la Guardia Nacional en marzo de 1987 e interrogado sobre las actividades de su hijo.